# Saviniano Pérez
Saviniano Pérez, auch als Nano Pérez bekannt, (* 1907 in Melo; † 6. Juli 1985) war ein uruguayischer Politiker.
Er wurde als Sohn des gleichnamigen Politikers Saviniano Pérez geboren, dem Gründer des El Censor, der 1922 Concejal in Cerro Largo war und vom 15. Februar 1926 bis zum 31. März 1933 ein Mandat als Abgeordneter in der Cámara de Representantes innehatte. Der der Partido Nacional angehörige Pérez selbst wurde 1946 zum Intendente des Departamentos Cerro Largo gewählt. Zuvor war er bei zwei Wahlen in den Jahren 1938 und 1942 gescheitert. Dieses Amt hatte er sodann von 1947 bis 1963 inne, nachdem er die diesbezüglichen Wahlen auch in den Jahren 1950, 1954 und 1958 zu seinen Gunsten entscheiden konnte. Dies gelang ihm 1962 jedoch nicht mehr. Pérez war mit der drei Jahre älteren Rosa Henón de Pérez verheiratet. Er verstarb infolge eines Herzstillstandes.